# Kim Lumley
Kim Lumley (...) è una sciatrice nautica britannica.
A livello nazionale ha ottenuto dieci titoli tra il 1999 e il 2009, mancando unicamente quello del 2008. Nelle ultime tre affermazioni ottenne anche un tempo migliore del campione maschile.
A livello europeo ha conquistato l'argento nel 2000 e quindi ha realizzato una serie di quattro titoli consecutivi tra il 2002 e il 2008, eguagliando il primato stabilito dall'olandese Jolanda Bonestroo.
A livello mondiale ha vinto le edizioni del 2005 e 2009, ed è giunta seconda nel 2007.
Nel 2016 il suo nome è stato inserito nella Hall of fame dello sci nautico.